# 當年情 (馬)
當年情（英語：La City Blanche，來港前稱），是一匹在阿根廷和香港出賽的賽駒，來港後練馬師是告東尼。競賽生涯中一勝國際一級賽。

## 簡介
2021年10月16日，「當年情」於Luciano Cabrera胯下勝出阿根廷聖艾斯圖馬場的國際一級賽賽馬會大賽。其後，「當年情」被運來香港服役，加盟告東尼馬房。
2023年1月29日，霍宏聲策騎「當年情」出戰四歲系列賽首關香港經典一哩賽，取得第十名。
2023年2月26日，巴度策騎「當年情」出戰四歲系列賽次關香港經典盃，取得第十名。
2023年4月26日，「當年情」打開其在港的勝利之門。
2024年5月5日，蔡明紹策騎「當年情」勝出國際三級賽皇太后紀念盃。賽後，蔡明紹說道：「能勝出任何一場賽事都是一件美事，因此我感到十分高興。我們都清楚知道牠（『當年情』）是一匹頂級長途馬，無論健康及狀態俱令人十分滿意，今仗牠更只須負輕磅上陣。在轉直路彎一段，跑至約最後七百米時，對手一度令我們略受緊迫之際，馬兒跑來顯得有點猶疑，因此我須催策以提醒牠一下，其後馬兒重新集中並且含枚順走，我們在直路上繞過馬群沿外疊衝刺，最終牠更率先衝線。」他補充：「能策牠上陣並且勝出此賽，我深感興奮，我希望在冠軍暨遮打盃一仗可以繼續夥拍牠出賽。我們今日沿途跑來十分順暢，能夠為告東尼效力當然最好不過，我希望可以取得更多頭馬進賬。」練馬師告東尼說道：「此駒（『當年情』）是一匹正宗長途馬，牠的前速不快，本身喜跑好地，而今日蔡明紹的鞍上發揮可說是一絕。我賽前預期『錶之五知』較有機會勝出此賽，我亦對兩駒的馬主說：『我認為我馬房的兩駒今日應可取得冠、亞軍。』」他補充：「2400米途程對牠們來說均屬最佳途程。」
2024年5月26日，蔡明紹策騎「當年情」出戰國際一級賽香港冠軍暨遮打盃，不敵阿聯酋代表「桀驁之戀」及「錶之五知」，取得第三名。

## 同父馬
曾於香港服役出賽並曾勝出大賽的同父馬包括：
- 嘉應之星：曾勝出G3 獅子山錦標（2020）

## 在港勝出賽事全紀錄
| 比賽日期   | 賽事名稱               | 賽事班次 | 賽道 | 賽事路程 | 比賽馬場   | 名次 | 完成時間 | 騎師   |
| ---------- | ---------------------- | -------- | ---- | -------- | ---------- | ---- | -------- | ------ |
| 26/04/2023 | 韓國馬事會錦標（讓賽） | 第三班   | 草地 | 1800米   | 跑馬地馬場 | 1    | 1:48.84  | 潘頓   |
| 05/05/2024 | 皇太后紀念盃（讓賽）   | G3       | 草地 | 2400米   | 沙田馬場   | 1    | 2:25.46  | 蔡明紹 |

## 在港一級賽出賽全紀錄
| 比賽日期   | 賽事名稱         | 賽事班次 | 賽道 | 賽事路程 | 比賽馬場 | 名次 | 完成時間 | 騎師   |
| ---------- | ---------------- | -------- | ---- | -------- | -------- | ---- | -------- | ------ |
| 10/12/2023 | 浪琴香港瓶       | G1       | 草地 | 2400米   | 沙田馬場 | 7    | 2:31.59  | 潘頓   |
| 26/05/2024 | 渣打冠軍暨遮打盃 | G1       | 草地 | 2400米   | 沙田馬場 | 3    | 2:26.13  | 蔡明紹 |
| 08/12/2024 | 浪琴香港瓶       | G1       | 草地 | 2400米   | 沙田馬場 | 10   | 2:29.48  | 蔡明紹 |
| 23/02/2025 | 花旗銀行香港金盃 | G1       | 草地 | 2000米   | 沙田馬場 | 6    | 2:01.45  | 蔡明紹 |
| 25/05/2025 | 渣打冠軍暨遮打盃 | G1       | 草地 | 2400米   | 沙田馬場 | 9    | 2:28.83  | 蔡明紹 |

## 在港以外大賽出賽全紀錄
| 比賽日期   | 賽事名稱   | 賽事班次 | 賽道 | 賽事路程 | 比賽馬場     | 名次 | 完成時間 | 騎師                    |
| ---------- | ---------- | -------- | ---- | -------- | ------------ | ---- | -------- | ----------------------- |
| 16/10/2021 | 賽馬會大賽 | G1       | 草地 | 2000米   | 聖艾斯圖馬場 | 1    | 1:59.22  | Luciano Emanuel Cabrera |

## 外部連結
- . 2024-05-05  [2024-05-05]. （原始内容存档于2024-06-14）.